# Lloyd C. Douglas
Lloyd Cassel Douglas, ursprungligen Doya C. Douglas, född 27 augusti 1877 i Columbia City, Indiana, död 13 februari 1951 i Los Angeles, Kalifornien, var en amerikansk författare. Han skrev bland annat historiska och religiösa romaner. Flera av hans romaner har filmatiserats.